# Metodo generalizzato dei momenti
Il metodo generalizzato dei momenti (in inglese Generalised Method of Moments, o GMM) è un metodo assai generale di ricerca degli stimatori di un modello statistico; costituisce una generalizzazione del metodo dei momenti. Il metodo è inoltre strettamente collegato al metodo dei minimi quadrati della teoria classica della stima.
La denominazione metodo generalizzato dei momenti è popolare nell'ambito dell'econometria, ma raramente utilizzate al di fuori di tale ambito; in altre discipline ci si riferisce più in generale a equazioni di stima.

## Illustrazione del metodo
L'idea alla base del metodo generalizzato dei momenti è di sfruttare condizioni sui momenti, che possono essere derivate da un problema di stima con poco sforzo. Si consideri dunque un campione di dati {\displaystyle \ \left\{x_{i}\right\}_{i=1}^{n}}, e una funzione che dipende da un singolo dato e dal vettore di parametri oggetto di stima {\displaystyle \ \vartheta }, e si imponga che tale funzione, in corrispondenza del valore "vero" dei parametri {\displaystyle \ \vartheta _{0}}, abbia valore atteso nullo:
{\displaystyle \ {\textrm {E}}\left[f\left(x_{i};\vartheta _{0}\right)\right]=0}
Nel metodo dei momenti, è necessario imporre una condizione del tipo sopra (relativa ai momenti di ordine 1, 2, etc.) per ciascun elemento del vettore {\displaystyle \ \vartheta }; ciò dà origine a un sistema, la cui soluzione è il vettore di stime {\displaystyle \ {\hat {\vartheta }}}. Con il metodo dei momenti generalizzati, è possibile imporre un numero di condizioni che eccede la dimensione del vettore {\displaystyle \ \vartheta }; dal momento che il risultante sistema sarebbe indeterminato, le stime sono ottenute minimizzando una norma generalizzata delle condizioni sui momenti:
{\displaystyle \ {\hat {\vartheta }}=\arg \min _{\vartheta \in \Theta }\left(\sum _{i}f\left(x_{i};\vartheta \right)\right)'W\left(\sum _{i}f\left(x_{i};\vartheta \right)\right)}  Tutto porta a
DF=GMm(2rh:r alla quarta)=GMm(2h:r alla terza)

dove {\displaystyle \ \Theta } denota lo spazio dei parametri, e {\displaystyle \ W} è una matrice di pesi di dimensione opportuna.
Le stime risultanti dipendono ovviamente da {\displaystyle \ W}; in particolare, sotto alcune condizioni di regolarità è possibile determinare una matrice di pesi ottimale, che minimizza la varianza degli stimatori.

### Contributi storici
- Hansen, L.P. (1982), Large Sample Properties of the Generalized Methods of Moments, Econometrica 50, 1029-1054, lo storico contributo di Lars Peter Hansen allo sviluppo del metodo generalizzato dei momenti.
- Newey K.,  McFadden D. (1994) Large Sample estimation and Hypothesis testing, Handbook of Econometrics, Volume IV, ch. 36, Edited by R.F. Engle and D.L. McFadden, Elsevier Science

### Manualistica
- Greene, W.H. (1993), Econometric Analysis, Prentice-Hall, ISBN 0-13-013297-7, un testo introduttivo ma rigoroso, di carattere generale, considerato lo standard per un corso universitario di econometria pre-dottorato; il metodo generalizzato dei momenti è trattato nel capitolo 18.